# Podemos Mover a Chiapas
Podemos Mover a Chiapas es un partido político local de Chiapas, México, fundado en 2014.

## Resultados electorales

### Gobernador
|  | 4.22 % |

|  | 22.85 % |

|  | 2.23 % |

|  | 79.29 % |

### Diputados locales
|  | 7.62 % |

|  | 4.83 % |

|  | 3.38 % |

|  | 2.08 % |

### Ayuntamientos
|  | 8.66 % |

|  | 7.72 % |

|  | 3.95 % |

|  | 2.53 % |